# Frederic Edwin Church
Frederic Edwin Church (Hartford, Connecticut, 4 de maio de 1826 — Nova Iorque, 7 de abril de 1900) foi um pintor paisagista norte-americano.
Foi a figura central da Escola do Rio Hudson de pintores e paisagistas norte-americanos. Foi aluno de Thomas Cole em Palenville, Nova York. Tornou-se conhecido, sobretudo, por pintar paisagens colossais, com frequência em localizações exóticas. Sua pintura O Coração dos Andes, atualmente na coleção do Metropolitan Museum of Art mede 1,67 metros de altura por 3 metros de largura.
| {{{caption}}}                   |
| The Heart of the Andes'' (1859) |

| {{{caption}}}                                       |
| Twilight in the Wilderness, Cleveland Museum of Art |

| {{{caption}}}                                                                           |
| Manhã nos trópicos (Morning in the Tropics), 1877, National Gallery of Art, Washington. |